# T-19 (戦車)
T-19はソビエト連邦の試作軽戦車である。

## 概要
1928年、ソビエト連邦は初の国産戦車として、T-18軽戦車を正式採用した。T-18は、改良型も含めておよそ959輌が生産されたが、当時としても豆戦車の域を出ない、凡そ軽戦車とは言えない性能であり、改良にも限界があった。
そこで、翌1929年より、新たな戦車の開発が開始された。これがT-19である。
全体としてT-18よりも大きく、車体が箱型に近いデザインとなり、武装は当時先端の砲であったオチキス37mm砲と、DP28機関銃2挺とした。DP機銃は砲塔と車体前方にそれぞれ備え付けられている。計画当時はT-18同様の並行装備や主砲同軸機銃も検討された。
また、フランスで1926年に開発されたルノーNC型戦車を参考にした部分が各所に見られ、サスペンションは小転輪を多数用い、垂直コイルスプリングを採用している。
しかし複雑な構造に伴う価格の高騰によってT-19の大量生産は認められず、開発計画は失敗に終わった。他の多数の試作戦車計画が生じたことで、1931年をもって開発は中止となった。